# ラポルトすず
ラポルトすず（LA POLTE SUZU）は、石川県珠洲市飯田町にある珠洲市立の多目的ホールである。

## 概要
2006年（平成18年）7月に開館し、それ以後、文化活動や地域活性化の発展基地として使われている。また2008年には、日本建設業連合会が主催する第49回BCS賞を受賞した。
構造設計　長谷川逸子建築計画工房
設備設計　森村設計
施工　鹿島建設・林組JV

## 施設
- 大ホール
- 市民サロン（小ホール）
- アトリエ工房
- 音ミュージアム
- 多目的ルーム
- キッズルーム
- 市民ギャラリー
- E'Cafe 「イーダッシュ・カフェ」